# Felix Klee
Felix Klee (* 30. November 1907 in München; † 13. August 1990 in Bern) war ein deutsch-schweizerischer Kunsthistoriker, Maler und Theaterregisseur.

## Leben und Werk

Mathilde Klee, Lily Klee mit Felix Klee auf den Knien sitzend, Hans und Ida Klee-Frick, Bern 1908

Felix Klee wurde als einziges Kind des Malers Paul Klee und Lily Klee, geborene Stumpf, in München geboren. Da die Mutter bis 1913 den Lebensunterhalt der Familie mit Klavierunterricht und Konzertauftritten bestritt, kümmerte sich der Vater um den Haushalt und die Erziehung des Sohnes. Anfang März 1909 erkrankte Felix Klee schwer, weshalb sein Vater in seinem Tagebuch einen detaillierten „Felix-Kalender“ führte, worin er die Medikation, das Unwohlsein, den Appetit, die Körpertemperatur, erste Sprechversuche und Spiele des Sohnes verzeichnete.

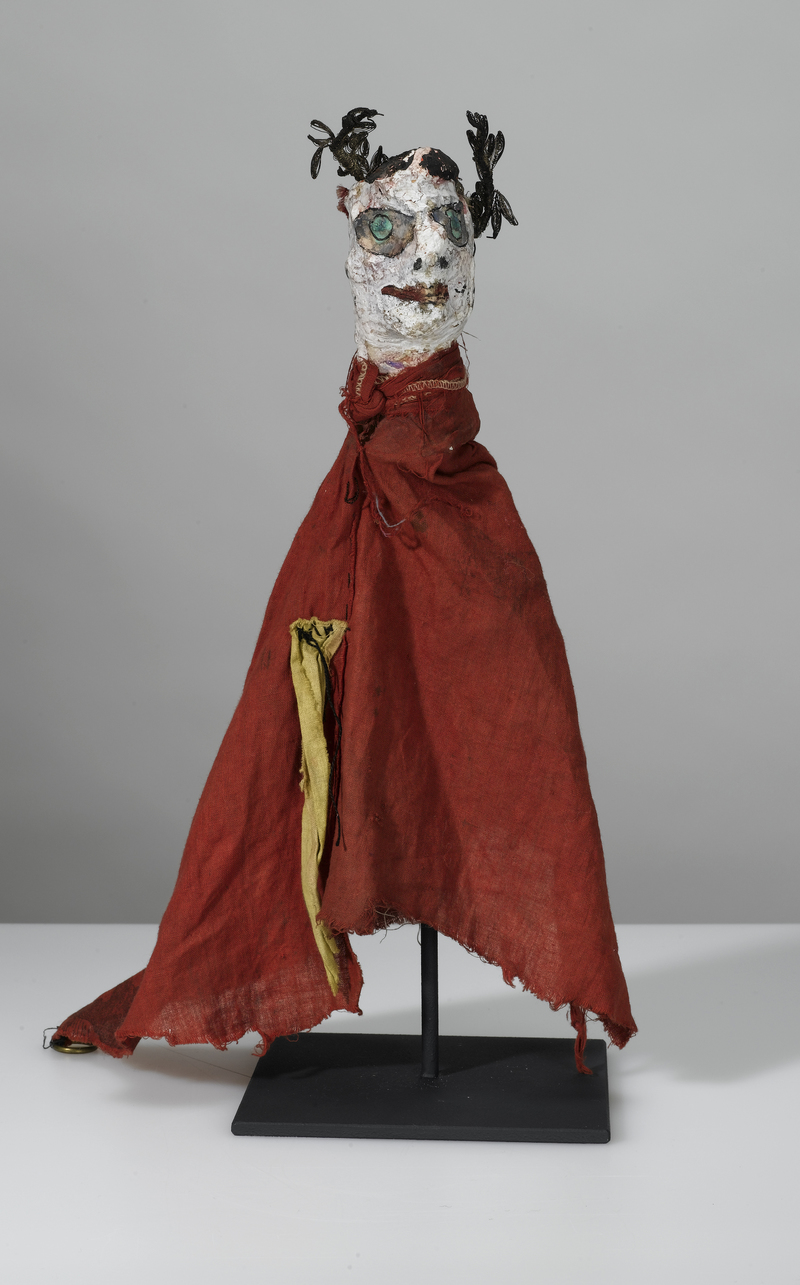
Paul Klee: Handpuppe von 1919, ohne Titel (Gekrönter Dichter)

Felix Klee, der eine Vorliebe für das Puppenspiel hatte, bekam zu seinem neunten Geburtstag von seinem Vater die ersten acht selbstgefertigten Handpuppen und ein Puppentheater geschenkt. Bis 1925 entstanden etwa 50 Handpuppen; 30 sind im Bestand des Zentrums Paul Klee in Bern erhalten. Im September des Jahres 1921 Jahres zog die Familie endgültig nach Weimar, wo Paul Klee ein Lehramt am Bauhaus innehatte. Felix Klee wurde, kaum vierzehnjährig, der jüngste Bauhausschüler. Er war, unter anderem mit dem Fotografen Umbo, Absolvent des Vorkurses im Wintersemester 1921/22.
Paul Klee wurde 1933 von den Nationalsozialisten als „entarteter Künstler“ diffamiert und emigrierte mit seiner Frau nach Bern. Felix Klee blieb als Theater- und Opernregisseur mit seiner Frau Euphrosine Klee-Grejowa in Deutschland.
1944 wurde Klee zum Kriegsdienst eingezogen und kehrte, am 16. September 1946 aus sowjetischer Kriegsgefangenschaft entlassen, noch im selben Monat von Irschenhausen-Ebenhausen zurück nach Sommerhausen, wo seine Frau und sein Sohn Alexander nach der Evakuierung aus Würzburg lebten.
1948 übersiedelte er mit seiner Familie ebenfalls nach Bern. Dort machte der Alleinerbe seine Rechte am gesamten Nachlass seines Vaters geltend. Ein vierjähriger Rechtsstreit zwischen ihm und der Klee-Gesellschaft wurde Ende 1952 durch eine außergerichtliche Vereinbarung beigelegt. Der Nachlass wurde aufgeteilt. Beide Sammlungen blieben in Bern, sie wurden aufgrund der Initiative der Erben von Felix Klee – Livia Klee-Meyer († 2011), die zweite Frau von Felix Klee, und Alexander Klee, der Sohn von Felix Klee aus erster Ehe – der Paul-Klee-Stiftung und der Berner Behörden mit der Eröffnung des „Zentrums Paul Klee“ im Jahr 2005 wieder zusammengeführt.
Felix Klee machte sich das Werk des Vaters zu einer zentralen Aufgabe. Da er die Entstehungsgeschichte der meisten Bilder und das väterliche Denken kannte, wurde er zu einem  sachverständigen Interpreten Paul Klees und dessen künstlerischer Zeitgenossen. Er war Herausgeber der Tagebücher, Gedichte und Briefe seines Vaters.
Er ist Hauptsprecher in dem Kinderbuch Wer wohnt in weißen Würfeln? (Leipzig 2016).

## Ehrungen
Für die Verdienste um die Kunst seines Vaters erhielt Felix Klee im Jahr 1987 die Ehrendoktorwürde von der Philosophisch-historischen Fakultät der Universität Bern und vom Bundespräsidenten der Bundesrepublik Deutschland das Verdienstkreuz erster Klasse.

## Schriften
- Paul Klee. Leben und Werk in Dokumenten. Diogenes, Zürich 1960.
- Tagebücher von Paul Klee 1898–1918. Hrsg. von Felix Klee. DuMont, Köln 1957, 1979.
- Paul Klee Tagebücher 1898–1918. Textkritische Neuedition. Hrsg. Paul-Klee-Stiftung, Bearb. Wolfgang Kersten, Stuttgart 1988
- Paul Klee Tagebücher 1898–1918. Hrsg. von Felix Klee. Dumont Buchverlag, Köln 2006, ISBN 3-8321-7705-1.
- Tagebücher 1898–1918 und Texte. Neuausgabe, hrsg. von Felix und Alexander Klee. Dumont Literatur und Kunst Verlag 2007, ISBN 978-3-8321-7775-1.
- Gedichte. Hrsg. von Felix Klee. Arche, Zürich 2005 (2. Aufl.), ISBN 3-7160-1650-0

## Hörspiele (Auswahl)
Sprecher:
- 1950: Arnold H. Schwengeler: Der Stern von Bethlehem – Regie:	Kurt Bürgin
- 1958: Agatha Christie: Fuchsjagd – Regie:	Felix Klee
- 1962: Richard Hughes: Danger – Regie: Kurt Bürgin
- 1964: Marcel Pagnol: Manon des Sources – Regie: Amido Hoffmann
- 1966: Arthur Schnitzler: Professor Bernhardi – Regie:	Amido Hoffmann
- 1967: Jules Verne: Reise um die Erde in 80 Tagen – Regie:	Amido Hoffmann
- 1972: Walter Benjamin: Radau um Kasperl – Regie:	Urs Helmensdorfer

Regie:
- 1953: Wolf Schmidt: Menschliches – Allzumenschliches. vier unterhaltende Szenen
- 1953: Georges Simenon: Die Pfeife des Kommissars Maigret
- 1958: Agatha Christie: Fuchsjagd (Die Mausefalle)
- 1962: Gale Pedrick: Gaunerkomödie
- 1966: Horst Pillau: Die kranke Maschine
- 1973: Oscar Wilde: Das Gespenst von Canterville